# Nailja Gainulowna Julamanowa

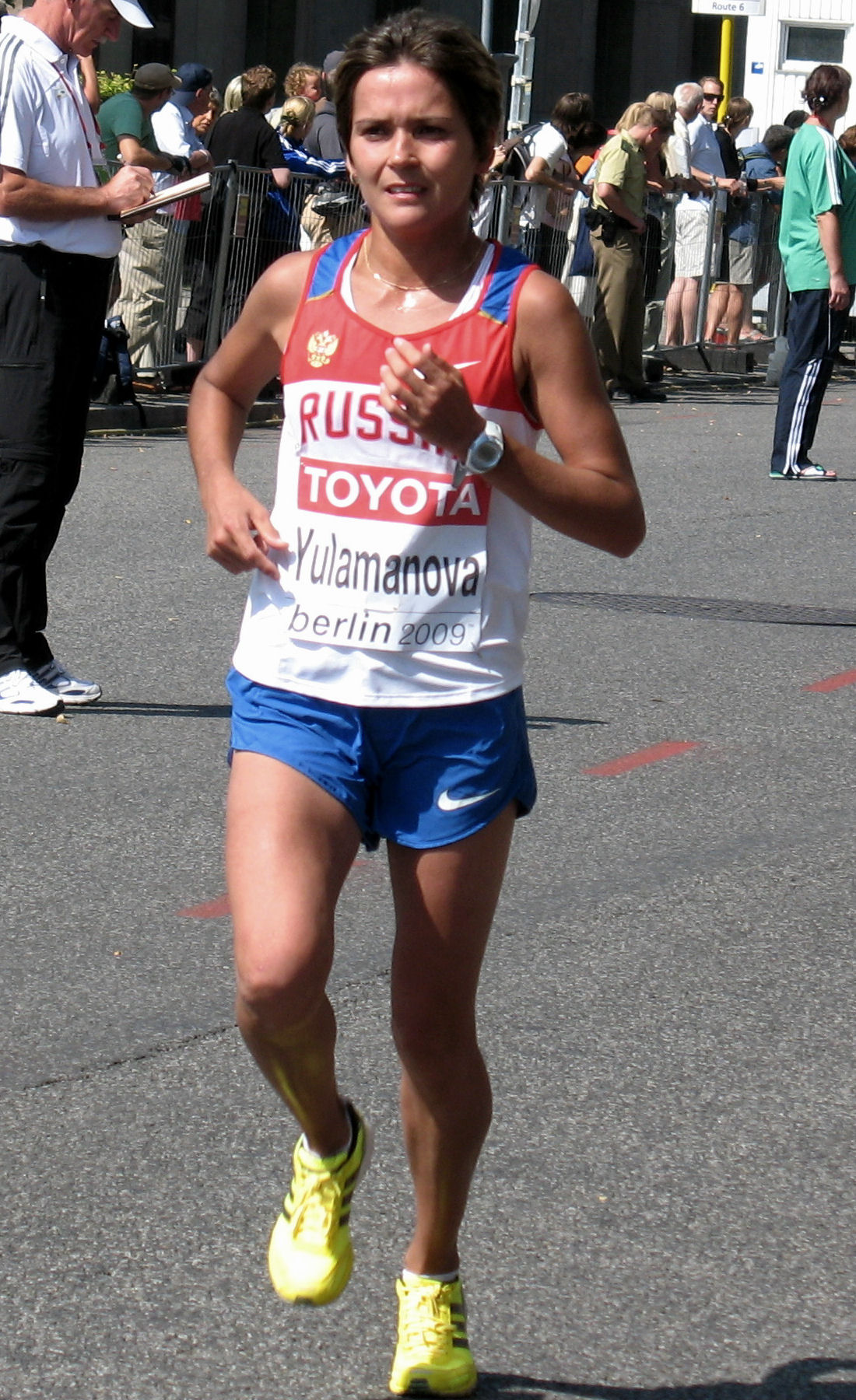
Nailja Julamanowa bei den Weltmeisterschaften 2009

Nailja Gainulowna Julamanowa (russisch Наиля Гайнуловна Юламанова, engl. Transkription Nailya Yulamanova; * 6. September 1980 in der Oblast Kuibyschew) ist eine russische Marathonläuferin.

## Leben
2006 wurde Nailja Julamanowa in Saransk russische Marathon-Meisterin mit einer Zeit von 2:30:54 h. Bei den Europameisterschaften 2006 in Göteborg wurde sie Zwölfte. 2007 gewann sie den Prag-Marathon und kam beim Marathon der Weltmeisterschaften in Osaka auf den 32. Platz. 2008 wiederholte sie ihren Sieg in Prag und entschied den Istanbul-Marathon in 2:30:17 h für sich. 2009 siegte sie beim Rotterdam-Marathon und verbesserte dabei ihren persönlichen Rekord auf 2:26:30 h. Bei den Weltmeisterschaften in Berlin wurde sie Achte in 2:27:08 h.
Bei den Europameisterschaften 2010 in Barcelona wurde sie Zweite. Nachdem Živilė Balčiūnaitė des Dopings überführt wurde, bekam Julamanowa im November 2011 die Goldmedaille zugesprochen.
Im Juli 2012 wurde Nailja Julamanowa wegen auffälliger Blutwerte, die auf Doping schließen lassen, vom russischen Leichtathletikverband für zwei Jahre gesperrt, so dass sie nicht bei den Olympischen Spielen in London starten konnte. Alle Ergebnisse seit August 2010 wurden gestrichen, inklusive des Europameistertitels 2010. Die IAAF sperrte sie deswegen bis zum 9. Februar 2014.